# ヴェネツィア国際映画祭
ヴェネツィア国際映画祭（ヴェネツィアこくさいえいがさい、Mostra Internazionale d'Arte Cinematografica）は、イタリアのヴェネツィアで毎年8月末から9月初旬に開催される映画祭である。カンヌ国際映画祭、ベルリン国際映画祭と並んで三大映画祭のひとつとされ、世界の映画祭で最も長い歴史をもつ。

## 歴史

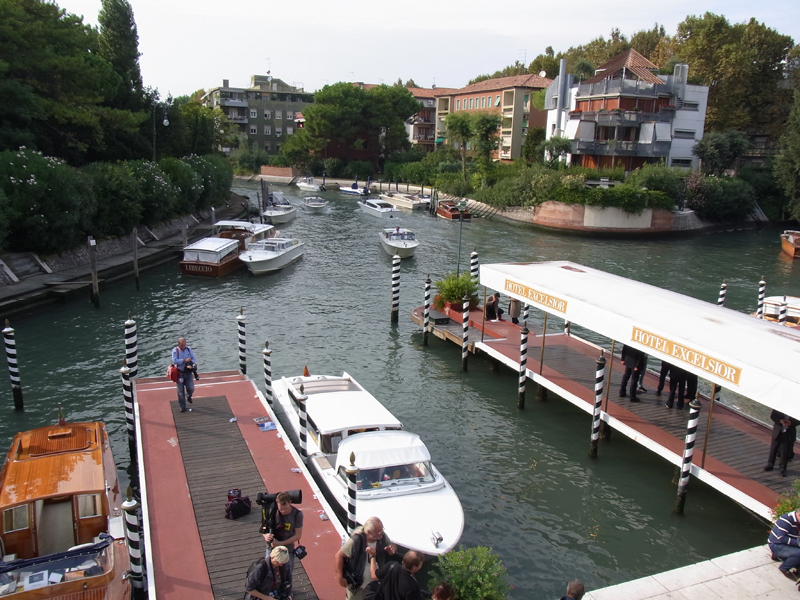
出席者たちは船で会場に到着する（2010年）

最も歴史の古い国際美術展であるヴェネツィア・ビエンナーレの第18回（1932年8月6日）の際に、映画部門として開始された。国際映画祭としては最初ともいわれる。初回の最優秀賞は観客の投票で決められた。1934年から1942年までは、最高賞が「ムッソリーニ賞」であった。第二次世界大戦のために1940年から1942年は参加作品が激減する。戦後も低迷していた中、1950年代に多くの日本映画を世界に紹介した。
1979年から1982年にカルロ・リッツァーニがディレクターを務めた間に、現在のプログラム構成に繋がるプログラミングが行われ、再度脚光を浴びることとなった。長らくマーケット部門を持たず商業よりも芸術の映画祭として続いてきたが、2002年にマーケットが設けられるなど、商業映画の比重は次第に高まっている。
2006年の映画祭は、国際映画製作者連盟 (FIAPF) 公認の国際映画祭のうち、上映作品数で第41位（115本）、来場者数では第10位（174,000人）であった。

## 賞

### 主な公式賞[3]
- 金獅子賞：最高賞 GOLDEN LION for Best Film
- 銀獅子賞：監督賞 SILVER LION – Award for Best Director
- 銀獅子賞：審査員大賞 SILVER LION – Grand Jury Prize
- 審査員特別賞 Special Jury Prize
- ヴォルピ杯（俳優賞）
  - 男優賞 COPPA VOLPI for Best Actor
  - 女優賞 COPPA VOLPI for Best Actress
- マルチェロ・マストロヤンニ賞（新人俳優賞）MARCELLO MASTROIANNI AWARD for Best Young Actor
- 脚本賞 AWARD FOR BEST SCREENPLAY
- ルイジ・デ・ラウレンティス賞（新人監督賞）LION OF THE FUTURE – “LUIGI DE LAURENTIIS” VENICE AWARD FOR A DEBUT FILM
- 栄誉金獅子賞 GOLDEN LION for Lifetime Achievement
- 監督・ばんざい!賞 Jaeger-LeCoultre Glory to the Filmmaker Award

- オリゾンティ賞（イタリア語版）（監督賞・作品賞など）Orizzonti section

### 独立賞
映画批評家連盟、ペンクラブ、文化団体などが公式賞からは独立して授与する作品賞・監督賞など。
- FIPRESCI賞（国際映画批評家連盟）
- FEDIC賞（イタリア・シネクラブ連盟（イタリア語版））[4]
- フランチェスコ・パシネッティ賞（イタリア語版）（イタリア映画記者組合）[4]
- SIGNIS賞（SIGNIS（英語版）、前身はOCIC賞）[5]
- クィア獅子賞
- ロベール・ブレッソン賞（イタリア語版）

### 過去に存在した賞
- ムッソリーニ杯（イタリア語版）（1932年 - 1945年）
- 国際賞（1946年 - 1952年）
- サン・ジョルジョ賞（1956年 - 1968年）
- 助演男優賞 / 女優賞（1993年 - 1996年）
- 技術貢献賞（2004年 - 2012年）

## 主な日本に関係した受賞
- 1938年 - 田坂具隆監督『五人の斥候兵』がイタリア民衆文化大臣賞を受賞。
- 1951年 - 黒澤明監督『羅生門』が金獅子賞を受賞。
- 1952年 - 溝口健二監督『西鶴一代女』が国際賞を受賞。
- 1953年 - 溝口健二監督『雨月物語』が銀獅子賞を受賞。
- 1954年 - 黒澤明監督『七人の侍』と溝口健二監督『山椒大夫』が銀獅子賞を受賞。
- 1956年 - 市川崑監督『ビルマの竪琴』がサン・ジョルジョ賞を受賞。
- 1958年 - 稲垣浩監督『無法松の一生』が金獅子賞を受賞。
- 1960年 - 小林正樹監督『人間の條件』がサン・ジョルジョ賞を受賞。
- 1961年 - 黒澤明監督『用心棒』で三船敏郎が男優賞を受賞。
- 1965年 - 黒澤明監督『赤ひげ』でサン・ジョルジョ賞、三船敏郎が男優賞を受賞。
- 1967年 - 小林正樹監督『上意討ち 拝領妻始末』が国際映画批評家連盟賞を受賞。
- 1982年 - 黒澤明が栄誉金獅子賞を受賞。
- 1989年 - 熊井啓監督『千利休 本覚坊遺文』が銀獅子賞を受賞。
- 1991年 - 竹中直人監督『無能の人』が国際映画批評家連盟賞を受賞。
- 1995年 - 是枝裕和監督『幻の光』で中堀正夫が撮影賞を受賞。
- 1997年 - 北野武監督『HANA-BI』が金獅子賞を受賞。
- 1999年 - 小泉堯史監督『雨あがる』が緑の獅子賞（シネマ・アヴェニーレ賞）を受賞。
- 2002年 - 塚本晋也監督『六月の蛇』がコントロ・コレンテ部門 審査員特別賞を受賞。
- 2003年 - 北野武監督『座頭市』が銀獅子賞を受賞。
- 2003年 - ペンエーグ・ラッタナルアーン監督『地球で最後のふたり』で浅野忠信がコントロ・コレンテ部門 男優賞を受賞。
- 2004年 - 宮崎駿監督『ハウルの動く城』が技術貢献賞を受賞。
- 2005年 - 宮崎駿が栄誉金獅子賞を受賞。
- 2008年 - 宮崎駿監督『崖の上のポニョ』がミンモ・ロテッラ財団賞を受賞。
- 2011年 - 園子温監督『ヒミズ』で染谷将太と二階堂ふみがマルチェロ・マストロヤンニ賞を受賞。
- 2011年 - 塚本晋也監督『KOTOKO』がオリゾンティ部門でグランプリを受賞。
- 2015年 - 長谷井宏紀監督『ブランカとギター弾き』がランテルナ・マジカ賞を受賞。
- 2020年 - 黒沢清監督『スパイの妻』が銀獅子賞を受賞。
- 2022年 - 是枝裕和がロベール・ブレッソン賞を受賞。
- 2022年 - 鈴木清順監督『殺しの烙印』がクラシック部門 最優秀復元映画賞を受賞。
- 2023年 - 濱口竜介監督『悪は存在しない』が銀獅子賞（審査員大賞）と国際映画批評家連盟賞を受賞[6][7]。
- 2023年 - 塚本晋也監督『ほかげ』がオリゾンティ部門 NETPAC賞（最優秀アジア映画賞）を受賞[8]。
- 2023年 - 相米慎二監督『お引越し』がクラシック部門 最優秀復元映画賞を受賞。

## 日本作品の出品記録 （2000年以降）
| 年 （授賞式）     | 作品名                                              | 監督                         | 部門                             | 結果                                                     |
| ----------------- | --------------------------------------------------- | ---------------------------- | -------------------------------- | -------------------------------------------------------- |
| 2000年 （第57回） | BROTHER                                             | 北野武                       | コンペティション外               | N/A                                                      |
| 2000年 （第57回） | 通貨と金髪                                          | 望月六郎                     | 「新しい視点」部門               | N/A                                                      |
| 2000年 （第57回） | 1999・大島渚・映画と生きる                          | 合津直枝                     | 「新しい視点」部門               | N/A                                                      |
| 2000年 （第57回） | PAIN/ペイン                                         | 石岡正人                     | 国際映画批評家週間               | N/A                                                      |
| 2001年 （第58回） | 害虫                                                | 塩田明彦                     | 現代映画部門                     | ノミネート                                               |
| 2001年 （第58回） | 少女〜an adolescent                                 | 奥田瑛二                     | 国際映画批評家週間               | N/A                                                      |
| 2002年 （第59回） | Dolls                                               | 北野武                       | コンペティション部門             | ノミネート                                               |
| 2002年 （第59回） | 六月の蛇                                            | 塚本晋也                     | コントロ・コレンテ部門           | 審査員特別賞受賞（塚本晋也）                             |
| 2002年 （第59回） | 水の女                                              | 杉森秀則                     | 国際映画批評家週間               | N/A                                                      |
| 2003年 （第60回） | 座頭市                                              | 北野武                       | コンペティション部門             | 銀獅子賞受賞（北野武）                                   |
| 2003年 （第60回） | 地球で最後のふたり                                  | ペンエーグ・ラッタナルアーン | コントロ・コレンテ部門           | 男優賞受賞（浅野忠信）                                   |
| 2003年 （第60回） | アンテナ                                            | 熊切和嘉                     | コントロ・コレンテ部門           | ノミネート                                               |
| 2003年 （第60回） | ヴァイブレータ                                      | 廣木隆一                     | 「新しい視点」部門               | N/A                                                      |
| 2004年 （第61回） | ハウルの動く城                                      | 宮崎駿                       | コンペティション部門             | ノミネート                                               |
| 2004年 （第61回） | IZO                                                 | 三池崇史                     | オリゾンティ部門                 | ノミネート                                               |
| 2004年 （第61回） | ヴィタール                                          | 塚本晋也                     | オリゾンティ部門                 | ノミネート                                               |
| 2004年 （第61回） | スチームボーイ                                      | 大友克洋                     | コンペティション外               | N/A                                                      |
| 2004年 （第61回） | 美しい夜、残酷な朝                                  | 三池崇史                     | ヴェネツィア・メッツァノッテ部門 | N/A                                                      |
| 2004年 （第61回） | 稀人                                                | 清水崇                       | ヴェネツィア・デジタルシネマ部門 | N/A                                                      |
| 2004年 （第61回） | 恋の門                                              | 松尾スズキ                   | 国際映画批評家週間               | N/A                                                      |
| 2005年 （第62回） | TAKESHIS'                                           | 北野武                       | コンペティション部門             | ノミネート                                               |
| 2005年 （第62回） | ファイナルファンタジーVII アドベントチルドレン      | 野村哲也                     | コンペティション外               | N/A                                                      |
| 2005年 （第62回） | 妖怪大戦争                                          | 三池崇史                     | コンペティション外               | N/A                                                      |
| 2006年 （第63回） | パプリカ                                            | 今敏                         | コンペティション部門             | ノミネート                                               |
| 2006年 （第63回） | 蟲師                                                | 大友克洋                     | コンペティション部門             | ノミネート                                               |
| 2006年 （第63回） | こおろぎ                                            | 青山真治                     | オリゾンティ部門                 | ノミネート                                               |
| 2006年 （第63回） | 立喰師列伝                                          | 押井守                       | オリゾンティ部門                 | ノミネート                                               |
| 2006年 （第63回） | ゲド戦記                                            | 宮崎吾郎                     | コンペティション外               | N/A                                                      |
| 2006年 （第63回） | 叫                                                  | 黒沢清                       | コンペティション外               | N/A                                                      |
| 2007年 （第64回） | スキヤキ・ウエスタン・ジャンゴ                      | 三池崇史                     | コンペティション部門             | ノミネート                                               |
| 2007年 （第64回） | サッド ヴァケイション                               | 青山真治                     | オリゾンティ部門                 | ノミネート                                               |
| 2007年 （第64回） | 監督・ばんざい!                                     | 北野武                       | コンペティション外               | 監督・ばんざい!賞受賞（北野武）                          |
| 2008年 （第65回） | アキレスと亀                                        | 北野武                       | コンペティション部門             | 白い杖賞（バストーネ・ビアンコ賞）受賞（北野武）         |
| 2008年 （第65回） | 崖の上のポニョ                                      | 宮崎駿                       | コンペティション部門             | ミンモ・ロッテラ財団賞受賞（宮崎駿）                     |
| 2008年 （第65回） | スカイ・クロラ The Sky Crawlers                     | 押井守                       | コンペティション部門             | ノミネート                                               |
| 2008年 （第65回） | ギララの逆襲/洞爺湖サミット危機一発                 | 河崎実                       | コンペティション外               | N/A                                                      |
| 2009年 （第66回） | 鉄男 THE BULLET MAN                                 | 塚本晋也                     | コンペティション部門             | ノミネート                                               |
| 2009年 （第66回） | 自転車                                              | ディーン・ヤマダ             | 短編コンペティション部門         | ノミネート                                               |
| 2009年 （第66回） | よなよなペンギン                                    | りんたろう                   | コンペティション外               | N/A                                                      |
| 2010年 （第67回） | 十三人の刺客                                        | 三池崇史                     | コンペティション部門             | ノミネート                                               |
| 2010年 （第67回） | ノルウェイの森                                      | トラン・アン・ユン           | コンペティション部門             | ノミネート                                               |
| 2010年 （第67回） | 冷たい熱帯魚                                        | 園子温                       | オリゾンティ部門                 | ノミネート                                               |
| 2010年 （第67回） | 春のしくみ                                          | 和田淳                       | オリゾンティ部門                 | ノミネート                                               |
| 2010年 （第67回） | ゼブラーマン -ゼブラシティの逆襲-                   | 三池崇史                     | コンペティション外               | N/A                                                      |
| 2010年 （第67回） | 戦慄迷宮3D THE SHOCK LABYRINTH                      | 清水崇                       | コンペティション外               | N/A                                                      |
| 2011年 （第68回） | ヒミズ                                              | 園子温                       | コンペティション部門             | マルチェロ・マストロヤンニ賞受賞（染谷将太、二階堂ふみ） |
| 2011年 （第68回） | KOTOKO                                              | 塚本晋也                     | オリゾンティ部門                 | オリゾンティ賞受賞（塚本晋也）                           |
| 2011年 （第68回） | Cut                                                 | アミール・ナデリ             | オリゾンティ部門                 | ノミネート                                               |
| 2011年 （第68回） | MODERN No.2                                         | 水江未来                     | オリゾンティ部門                 | ノミネート                                               |
| 2011年 （第68回） | 663114                                              | 平林勇                       | オリゾンティ部門                 | ノミネート                                               |
| 2011年 （第68回） | ラビット・ホラー3D                                  | 清水崇                       | コンペティション外               | N/A                                                      |
| 2012年 （第69回） | アウトレイジ ビヨンド                               | 北野武                       | コンペティション部門             | ノミネート                                               |
| 2012年 （第69回） | 千年の愉楽                                          | 若松孝二                     | オリゾンティ部門                 | ノミネート                                               |
| 2012年 （第69回） | 贖罪                                                | 黒沢清                       | コンペティション外               | N/A                                                      |
| 2013年 （第70回） | 風立ちぬ                                            | 宮崎駿                       | コンペティション部門             | ノミネート                                               |
| 2013年 （第70回） | 地獄でなぜ悪い                                      | 園子温                       | オリゾンティ部門                 | ノミネート                                               |
| 2013年 （第70回） | キャプテンハーロック -SPACE PIRATE CAPTAIN HARLOCK- | 荒牧伸志                     | コンペティション外               | N/A                                                      |
| 2013年 （第70回） | 許されざる者                                        | 李相日                       | コンペティション外               | N/A                                                      |
| 2014年 （第71回） | 野火                                                | 塚本晋也                     | コンペティション部門             | ノミネート                                               |
| 2014年 （第71回） | Words with Gods                                     | 中田秀夫                     | コンペティション外               | N/A                                                      |
| 2015年 （第72回） | ブランカとギター弾き                                | 長谷井宏紀                   | ビエンナーレ・カレッジ部門       | ランテルナ・マジカ賞受賞（長谷井宏紀）                   |
| 2016年 （第73回） | 愚行録                                              | 石川慶                       | オリゾンティ部門                 | ノミネート                                               |
| 2016年 （第73回） | GANTZ:O                                             | 川村泰                       | コンペティション外               | N/A                                                      |
| 2017年 （第74回） | 三度目の殺人                                        | 是枝裕和                     | コンペティション部門             | ノミネート                                               |
| 2017年 （第74回） | 泳ぎすぎた夜                                        | 五十嵐耕平                   | オリゾンティ部門                 | ノミネート                                               |
| 2017年 （第74回） | アウトレイジ 最終章                                 | 北野武                       | コンペティション外               | N/A                                                      |
| 2017年 （第74回） | Ryuichi Sakamoto: CODA                              | スティーブン・ノムラ・シブル | コンペティション外               | N/A                                                      |
| 2017年 （第74回） | マンハント                                          | ジョン・ウー                 | コンペティション外               | N/A                                                      |
| 2018年 （第75回） | 斬、                                                | 塚本晋也                     | コンペティション部門             | ノミネート                                               |
| 2018年 （第75回） | 攻殻機動隊 新劇場版 Virtual Reality Diver           | 東弘明                       | コンペティション外               | N/A                                                      |
| 2018年 （第75回） | 結婚指輪物語VR                                      | 曹家栄                       | コンペティション外               | N/A                                                      |
| 2019年 （第76回） | 真実                                                | 是枝裕和                     | コンペティション部門             | ノミネート                                               |
| 2019年 （第76回） | ある船頭の話                                        | オダギリジョー               | ヴェニス・デイズ部門             | ノミネート                                               |
| 2019年 （第76回） | A Life in Flowers                                   | アルマンド・カーウィン       | イマーシブ部門（VR部門）         | ノミネート                                               |
| 2019年 （第76回） | 攻殻機動隊 Ghost Chaser                             | 東弘明                       | イマーシブ部門（VR部門）         | ノミネート                                               |
| 2019年 （第76回） | 人間失格 太宰治と3人の女たち                        | 蜷川実花                     | コンペティション外               | N/A                                                      |
| 2019年 （第76回） | 楽園                                                | 瀬々敬久                     | コンペティション外               | N/A                                                      |
| 2019年 （第76回） | カツベン!                                           | 周防正行                     | コンペティション外               | N/A                                                      |
| 2019年 （第76回） | 蜜蜂と遠雷                                          | 石川慶                       | コンペティション外               | N/A                                                      |
| 2019年 （第76回） | Father                                              | 伊東ケイスケ                 | コンペティション外               | N/A                                                      |
| 2020年 （第77回） | スパイの妻〈劇場版〉                                | 黒沢清                       | コンペティション部門             | 銀獅子賞受賞（黒沢清）                                   |
| 2020年 （第77回） | Beat                                                | 伊東ケイスケ                 | イマーシブ部門（VR部門）         | ノミネート                                               |
| 2021年 （第78回） | 犬王                                                | 湯浅政明                     | オリゾンティ部門                 | ノミネート                                               |
| 2021年 （第78回） | かの山                                              | 山下つぼみ                   | オリゾンティ部門                 | ノミネート                                               |
| 2021年 （第78回） | Clap                                                | 伊東ケイスケ                 | イマーシブ部門（VR部門）         | ノミネート                                               |
| 2022年 （第79回） | LOVE LIFE                                           | 深田晃司                     | コンペティション部門             | ノミネート                                               |
| 2022年 （第79回） | ある男                                              | 石川慶                       | オリゾンティ部門                 | ノミネート                                               |
| 2022年 （第79回） | 石門                                                | 大塚竜治、ホアン・ジー       | ヴェニス・デイズ部門             | ノミネート                                               |
| 2022年 （第79回） | Thank you for sharing your world                    | 作道雄、半崎信朗             | イマーシブ部門（VR部門）         | ノミネート                                               |
| 2022年 （第79回） | Typeman                                             | 伊東ケイスケ                 | イマーシブ部門（VR部門）         | ノミネート                                               |
| 2023年 （第80回） | 悪は存在しない                                      | 濱口竜介                     | コンペティション部門             | 審査員大賞、国際映画批評家連盟賞受賞（濱口竜介）         |
| 2023年 （第80回） | ほかげ                                              | 塚本晋也                     | オリゾンティ部門                 | 最優秀アジア映画賞受賞（塚本晋也）                       |
| 2023年 （第80回） | 彼方のうた                                          | 杉田協士                     | ヴェニス・デイズ部門             | ノミネート                                               |
| 2023年 （第80回） | Sidonie in Japan                                    | エリーズ・ジラール           | ヴェニス・デイズ部門             | ノミネート                                               |
| 2023年 （第80回） | 周波数                                              | 大宮エリー                   | イマーシブ部門（VR部門）         | ノミネート                                               |
| 2023年 （第80回） | Sen                                                 | 伊東ケイスケ                 | イマーシブ部門（VR部門）         | ノミネート                                               |
| 2023年 （第80回） | opus                                                | 空音央                       | コンペティション外               | N/A                                                      |